# 5 Armia Sił Powietrznych i Obrony Przeciwlotniczej
5 Armia Sił Powietrznych i Obrony Przeciwlotniczej (ros. 5-я армия ВВС и ПВО) – związek operacyjny Sił Zbrojnych Federacji Rosyjskiej, służący w Siłach Powietrznych Federacji Rosyjskiej w ramach Centralnego Okręgu Wojskowego.

## Formowanie i zmiany organizacyjne
W grudniu 1994 roku 4 Armia OP została przeformowana w 5 Korpus OP. W 1998 roku, 5 Korpus OP włączono w skład Sił Powietrznych i Obrony Przeciwlotniczej SZ FR. Zgodnie z dyrektywą SG z 30 listopada 2000, od 1 czerwca 2001 roku 5 KOP przeformowano w 5 Armię Sił Powietrznych i Obrony Przeciwlotniczej.
W lutym 2010  wprowadzona została w życie Doktryna Wojenna Federacji Rosyjskiej. Utworzone zostały cztery dowództwa operacyjno-strategiczne, a w ślad za nimi cztery okręgi wojskowe. Każdemu z nich podporządkowano jedno dowództwo SPiOP. W Południowym Okręgu Wojskowym  na bazie 4 ALiOP i 5 ALiOP utworzono 4 Dowództwo SPiOP. Korpusy i dywizje obrony powietrznej przeformowano w brygady Obrony Powietrzno-Kosmicznej, włączając w ich struktury elementy wojsk radiotechnicznych.

1 sierpnia 2015 dekret prezydenta Federacji Rosyjskiej powołał w miejsce Dowództwa Sił Powietrznych i Dowództwa Obrony Powietrzno-Kosmicznej Główne Dowództwo Sił Powietrzno-Kosmicznych. Na bazie Sił Powietrznych i Wojsk Powietrzno-Kosmicznych powstały Siły Powietrzno-Kosmiczne. Dowództwo 4 SPiOP przekształcone zostało na powrót w 4 ALiOP i 5  ALiOP.